# 포인트라이스 국립해안

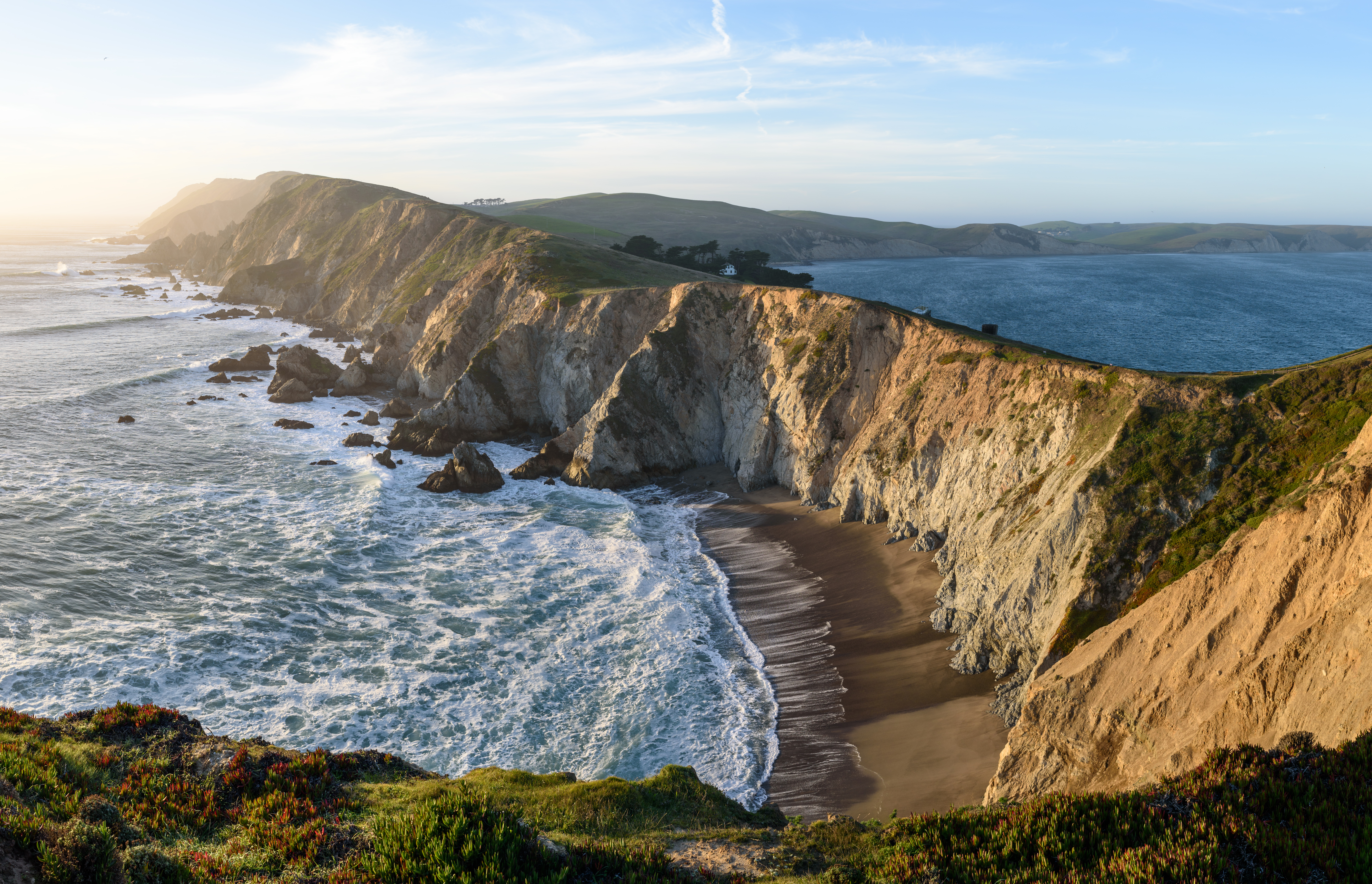
굴뚝바위(Chimney Rock)에서 바라본 포인트라이스반도의 곶

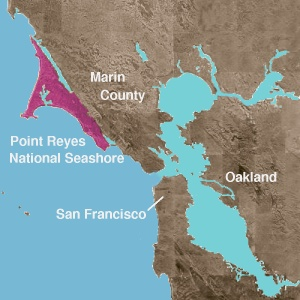
포인트라이스국립해안의 위치

포인트라이스국립해안(Point Reyes National Seashore)은 미국 캘리포니아주 샌프란시스코 베이 지역에 위치한 국립공원이다. 미국의 8대 국립공원에는 포함되지 않으나, 국립 해안공원으로는 미국 서부와 캘리포니아에 포인트 라이스 단 하나 존재한다. 1962년 9월 13일 국립 해안공원으로 지정되어 연방정부가 1000여종의 넘는 동식물을 보호 관리하고 있다. 면적은 287.44km2 정도이다. 2010년에는 모든 해변이 캘리포니아에서 가장 깨끗한 해변가로 선정되었다.